# 노보믹스
주식회사 노보믹스(영어: Novomics)는 대한민국의 암 예후예측 진단 기술 개발 기업이다.

## 역사
2010년 3월 허용민 연세대학교 의과대학 교수와 정재호 세브란스병원 위장관외과 교수가 공동 창업했다. 2020년 코스닥 상장을 신청하였다가 기술성 평가에서 사업성 문제가 지적되면서 탈락하였고 2021년 사업성 보완하여 다시 도전하였다가 자진 철회하였다. 2023년 중국 시장에 진출하기 위해 중국 탑젠과 업무 협약을 체결했다.